# Warum
"Warum" é o quarto single da banda alemã Juli.
Em 2004 o single é lançado primeiramente no álbum Es ist Juli.
No ano seguinte, a Island Records disponíbiliza o single na versão de doze faixas do álbum Es ist Juli, e no CD single com quatro faixas e com o mesmo nome da canção, sendo que um CD com uma única faixa também foi lançado.
Em 2007 a canção está disponível novamente pela Island Records no álbum Ein Neuer Tag: Live, e na versão com  cinco faixas do álbum Es ist Juli.

## Composição
A canção é sobre uma mulher que quer que seu pretendido fique junto dela. Ela se questiona o tempo todo o por quê da indiferença deles, mas depois de lembrar o que viveu ela se questiona o por quê de eles serem iguais aos outros, daí o nome da música "Warum" que em português significa "por quê". A letra foi escrita por Eva Briegel, Simon Triebel.

## Formação
Eva Briegel nos Vocais, Simon Triebel como guitarrista, Marcel Römer como baterista, Andreas "Dedi" Herde nos sons de baixo e Jonas Pfetzing também como guitarrista.

## Faixas
1. Warum - 3:45[5]
2. Warum - 3:45
3. Warum [J.U.L.I. Remix] - 3:38
4. Sterne [De-Phazz Pounding Dub Version] - 4:22